# 畜魂碑

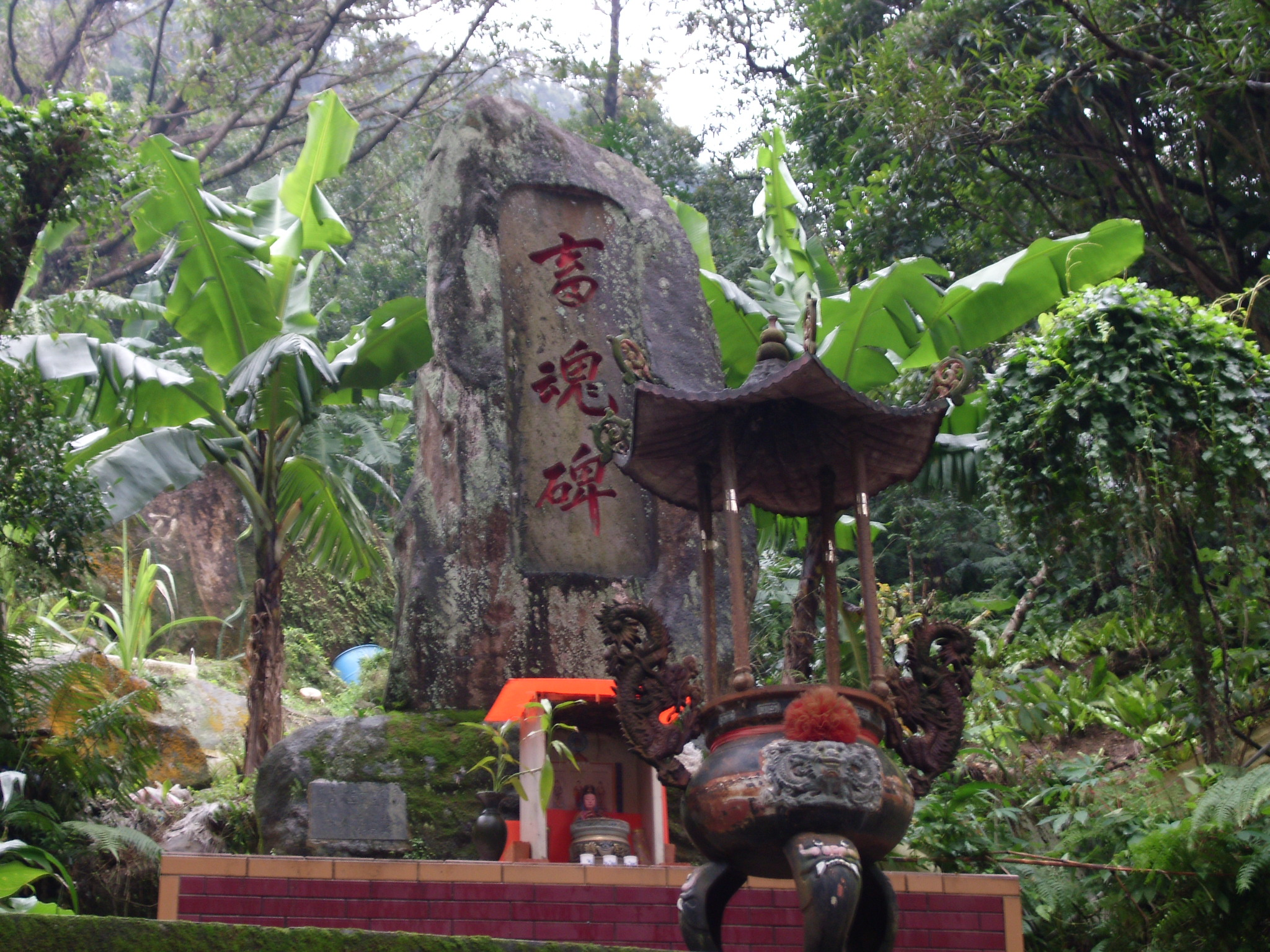
位於台北四獸山天寶聖道宮山門外的畜魂碑。

畜魂碑，也稱獸魂碑，是日本「動物慰靈碑」 的其中一種形式，多用以紀念因人類而犧牲生命之動物的靈魂，在日本尚可找到江戶時代的食用動物慰靈碑，如1671年為鯨魚所立的「鯨三十三本供養塔」 即為一例，而現存最早，近代方開始之實驗動物慰靈碑，則是由北里柴三郎在大正2年（1914年），於舊東大附設傳染病研究所建立的「家畜群靈塔」； 現代東亞地區除日本外，包括韓國、臺灣、中國東北等地，都還可以找到「動物慰靈碑」、「畜魂碑」或「獸魂碑」。動物園或動物收容所也會為逝世動物立碑。

## 現存地點

### 台北市

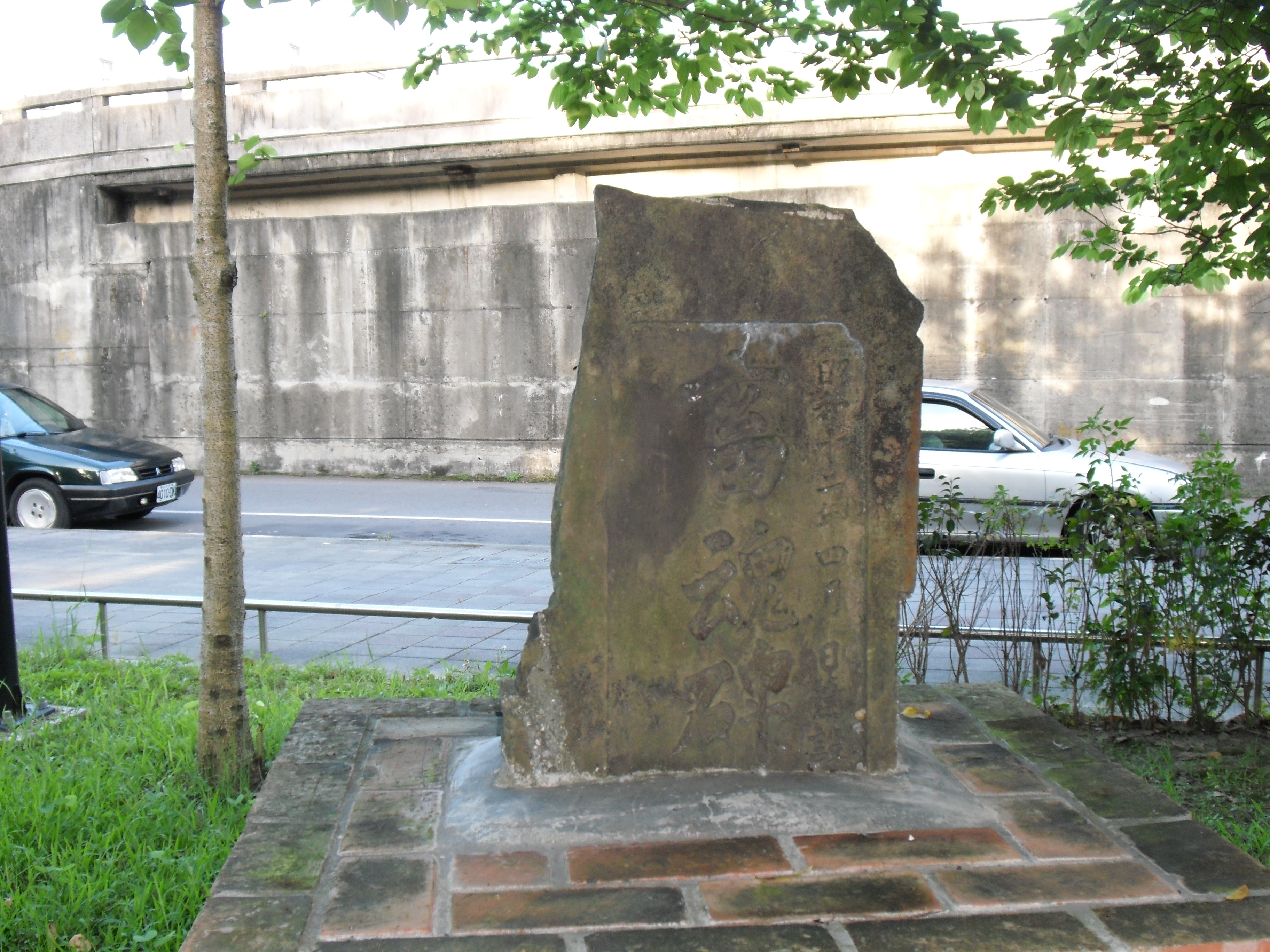
木柵畜魂碑

- 松山四獸山(原大龍峒畜魂碑 1931)
- 北投大豐公園(1940)
- 文山公園(木柵畜魂碑 1937)[6][7]
- 台北市立動物園獸魂碑

### 新北市
- 淡水畜魂碑(1943)
- 三峽慈愛寵物樂園獸魂碑(戰後建立)

### 宜蘭縣
- 宜蘭市同慶街屠宰場畜魂碑(1931)

宜 蘭 畜 魂 碑 碑 文 
大 千 世 界 ， 萬 物 皆 寄 ；
虛 誕 死 生 ， 修 短 奚 異 。
方 死 方 生 ， 各 適 各 遂 ；
保 身 長 族 ， 永 享 福 利 。
人 養 六 畜 ， 不 外 此 義 。
夫 畜 資 人 ， 殺 身 以 食 ；
報 德 成 仁 ， 犧 牲 之 至 。
非 關 弱 肉 強 食 ， 
異 類 不忍 觳 觫 ；
厥 情 無 二 ， 惟功 百 姓 。 
自 古 先 惇 恩 及禽 獸 ， 
恆 在 其 次 ； 
無 故宰 割 ， 君 子 所 忌 ， 
不 待釋 規 。 懺 悔 致 意 ， 
奈 茲屠 戶 職 無 可 避 ； 
但 祈 慈悲 ， 解 脫 早 賜 。 
樹 碑 招魂 ， 來 鑒 純 懿 。      
```
   昭 和 六 年 十 一 月 ，
```

宜 蘭 金 進 益 營 業 者 一 同 立 。                
```
   臺 北 州 警 務 部 衛 生 課 長 、 從 六 位 勳 六 等 宮 川 富 士 松 撰 ，
林 春 枝 書
```

### 桃園市
- 新屋收容所獸魂碑(戰後建立)

### 南投縣
- 清境農場獸魂碑

### 台中市
- 台中市肉品市場獸魂碑(1932)
- 清水獸魂碑(1943)
- 霧峰甲寅獸魂碑(1940)
- 舊東勢肉品處理場獸魂碑(1931)
- 中興大學獸醫學院獸魂碑(戰後建立)

### 彰化縣
- 永靖獸魂碑（1986年改建）
- 彰化縣肉品市場獸魂碑(戰後建立)

### 嘉義市
- 嘉義獸魂碑(1938)

### 嘉義縣
- 朴子獸魂碑(1933)
- 大林鎮畜魂碑(1931)
- 嘉義縣家畜疾病防治所獸魂碑(戰後建立)

### 台南市
- 灣裡收容所獸魂碑(戰後建立)

### 高雄市
- 鳳山獸魂碑(戰後重立)
- 壽山動物關愛中心獸魂碑(戰後建立)
- 燕巢動物保護關愛園區獸魂碑(戰後建立)
- 高雄康寧寵物樂園獸魂碑(戰後建立)

### 屏東縣
- 恆春獸魂碑
- 屏東市縣政府旁獸魂碑

### 澎湖縣

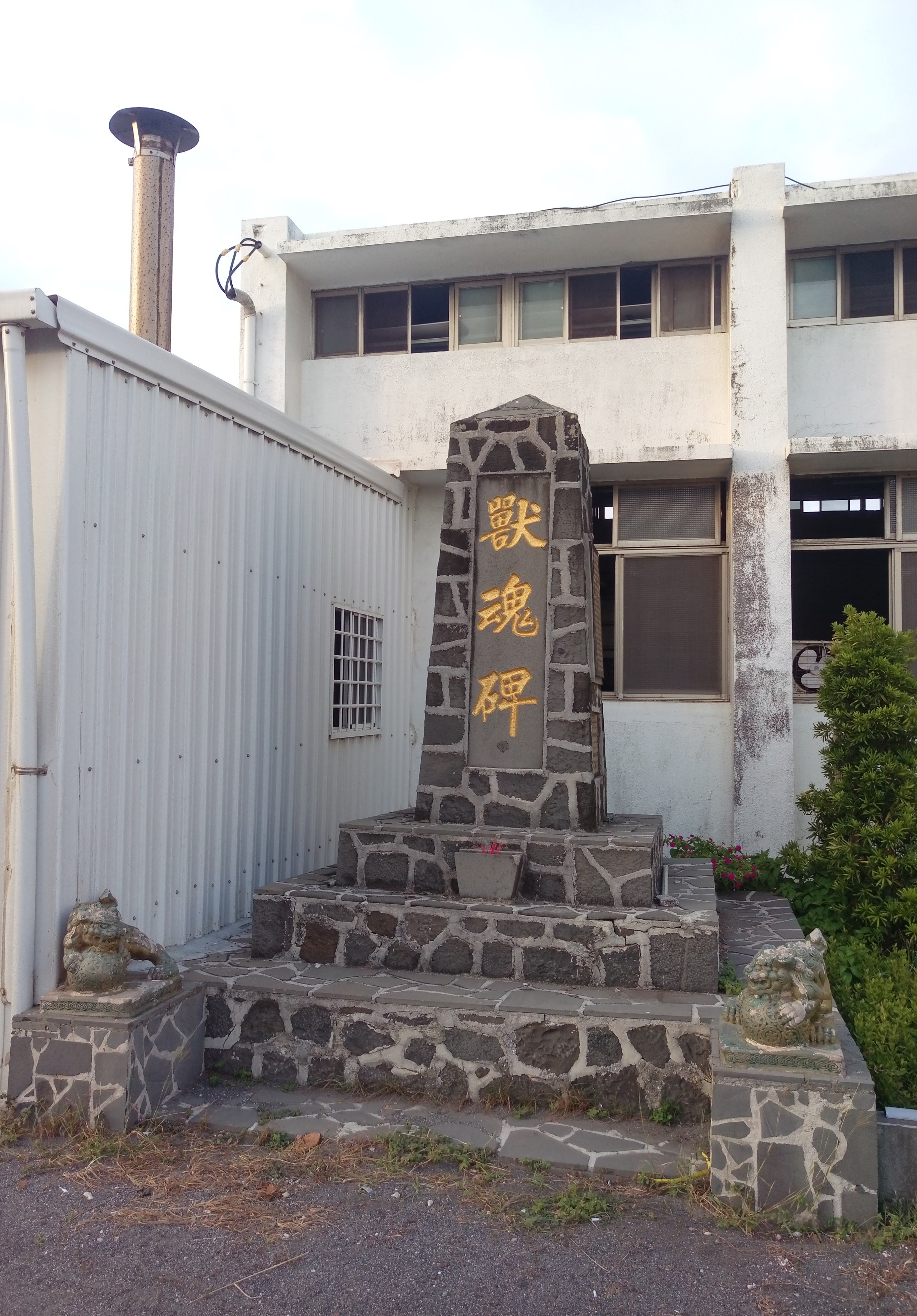
澎湖獸魂碑，馬公市西文里，澎湖肉品市場前。

- 西文獸魂碑（昭和四年，1929年）